# Jean Gautheroux

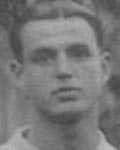
Gautheroux als Spieler

Jean Gautheroux (häufig Jean Gauteroux; * 11. Februar 1904 oder 11. Februar 1909 in Lalinde, Département Dordogne; † 14. Oktober 1986) war ein französischer Fußballspieler und -trainer.

## Vereinskarriere
Der 177 Zentimeter große defensive Mittelfeldspieler Gautheroux lief von 1927 an im Trikot des Hauptstadtklubs CA Paris auf und schaffte mit diesem den Einzug ins nationale Pokalfinale 1928. Er nahm am Endspiel teil, musste jedoch durch eine 1:3-Niederlage gegen den Stadtrivalen Red Star Olympique seine Titelträume begraben. 1929 war es mit dem Racing Club de France ein weiterer bedeutender Verein aus der Hauptstadt, der ihn verpflichtete. Mit diesem erreichte er das Pokalendspiel 1930, das aber mit 1:3 gegen den FC Sète verloren ging. 1932 gelang die Qualifikation für die Division 1, die im selben Jahr als landesweite höchste Spielklasse und Profiliga eingeführt wurde. Der Spieler hatte zu einer Zeit, in der Ein- und Auswechslungen noch nicht möglich waren, zunächst einen unumstrittenen Stammplatz inne, doch büßte er diesen 1933 ein. Obwohl er sich den Platz in der ersten Elf nicht dauerhaft zurückerkämpfen konnte, blieb er dem Klub treu und zählte dadurch trotz lediglich sporadischer Einsätze zu der Mannschaft, die 1936 die nationale Meisterschaft gewann. Darüber hinaus gewann Racing das Pokalfinale 1936, doch Gautheroux selbst gehörte nicht der Elf an, die durch ein 1:0 gegen den FCO Charleville die Trophäe gewann.
Ebenfalls 1936 kehrte der Mittelfeldakteur Paris den Rücken und wechselte zum Erstligisten Excelsior AC Roubaix im äußersten Norden des Landes. Dort zählte er für die Dauer einer Spielzeit zu den Leistungsträgern, ehe er diese Rolle wieder verlor. Dies veranlasste ihn im Sommer 1938 zu einem Wechsel zum abstiegsbedrohten Liga- und Lokalrivalen RC Roubaix. Bei diesem kam er in der Hinrunde der Saison 1938/39 nicht über zwei Einsätze hinaus, sodass er den Verein zum 1. Januar 1939 wieder verließ und zu seinem früheren Arbeitgeber CA Paris in die zweite Liga wechselte. Für diesen lief er zwar wieder regelmäßig auf, doch musste er im September 1939 durch den Beginn des Zweiten Weltkriegs die Einstellung des regulären Spielbetriebs miterleben. Zur selben Zeit wechselte er zum Stadtrivalen Red Star Olympique, gegen den er einst das Pokalfinale verloren hatte, erhielt dort den Posten eines Spielertrainers und nahm mit der Mannschaft an der inoffiziell weiterhin stattfindenden Austragung der Meisterschaft teil. 1940 beendete er nach 89 Erstligapartien sowie 13 Zweitligapartien jeweils ohne Torerfolg seine aktive Laufbahn. Zur selben Zeit endete auch seine Trainertätigkeit.

## Nationalmannschaft
Gautheroux stand am 23. Februar 1930 bei einer 0:2-Niederlage in einem Freundschaftsspiel gegen Portugal erstmals für die französische Nationalmannschaft auf dem Platz. Für die einige Monate später stattfindende Weltmeisterschaft 1930 wurde er nicht berücksichtigt und musste bis zum 13. Dezember 1936 darauf warten, bei einer Begegnung gegen Jugoslawien erneut eine Partie für das Team zu bestreiten. Dieser zweite Einsatz nach mehr als sechs Jahren Unterbrechung blieb zugleich sein letzter.
Zwischen 1960 und 1962 trug der frühere Spieler in der Rolle eines Sélectionneurs eine Mitverantwortung für die Nominierung der Nationalspieler, während Albert Batteux den Beruf des Trainers der Elf ausübte. Sein Rückzug erfolgte 1962 angesichts der gescheiterten Qualifikation für die Weltmeisterschaft im selben Jahr.